# Goed te Parijs

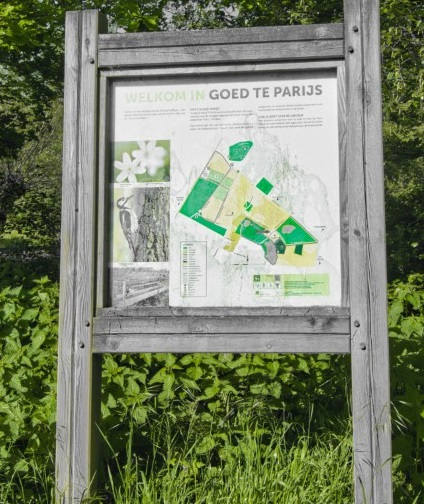
Goed te Parijs

Het Goed te Parijs of het Stadsbos van Deinze is een natuurgebied in het Oost-Vlaamse Deinze. In 2005 kocht de stad Deinze de Lindedreef die het Gampelaeregoed met De Ceder verbindt. In dezelfde periode kocht Natuur en Bos 35 hectare landbouwgrond bij het Goed te Parijs. Het gebied bestaat dus uit twee groenkernen (Goed te Parijs en het bos rond de Astenedreef bij het Gampelaeregoed) die door het Agentschap voor Natuur en Bos en de stad Deinze aan elkaar gesmeed werden. De naam Goed te Parijs komt van hoeve-eigenaar Van Parijs. In het Goed te Parijs ligt de oude hoeve Nieuwgoed te Parijs. De graslanden worden beheerd als hooiland of graasweide, de akkers werden omgevormd tot wastine. In het gebied grazen sinds 2012 gallowayrunderen, sinds 2007 worden er geregeld nieuwe bossen bijgeplant. In het bosgebied bloeit bosanemoon, witte klaverzuring en dalkruid.